# 滋賀県道507号鮎河猪鼻線
滋賀県道507号鮎河猪鼻線（しがけんどう507ごう あいがいのはなせん）は、滋賀県甲賀市を通る一般県道である。

## 概要
甲賀市土山町鮎河から甲賀市土山町猪鼻に至る。

### 路線データ
- 起点：甲賀市土山町鮎河（滋賀県道9号大河原北土山線交点）
- 終点：甲賀市土山町猪鼻（猪鼻交差点、国道1号交点）
- 総延長：6.1 km

## 地理

### 通過する自治体
- 滋賀県
  - 甲賀市

### 交差する道路
| 交差する道路              | 交差する場所 | 交差する場所      |
| ------------------------- | ------------ | ----------------- |
| 滋賀県道9号大河原北土山線 | 土山町鮎河   | 起点              |
| 滋賀県道187号黒川山中線   | 土山町黒川   |                   |
| 国道1号                   | 土山町猪鼻   | 猪鼻交差点 / 終点 |

### 沿線
- ダイヤモンド滋賀カントリークラブ
- 甲賀市立山内保育所
- 大津営林署 大河原治山事業所
- 甲賀市立山内小学校
- 山内郵便局
- 火頭古神社